# Пёстрая круглоголовка
Пёстрая круглоголовка (лат. Phrynocephalus versicolor) — ящерица из рода круглоголовок семейства Агамовых.

## Распространение

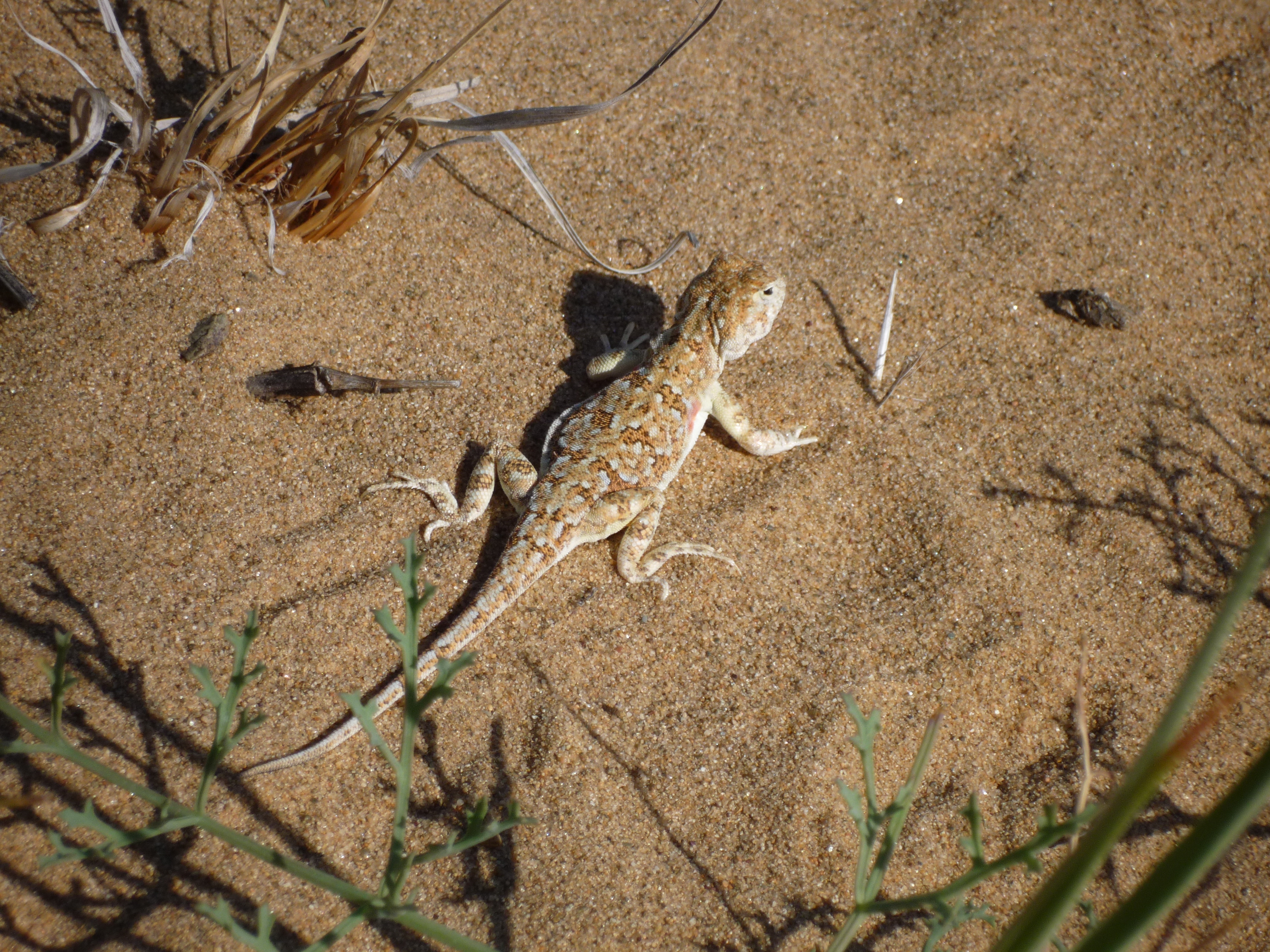
Пёстрая круглоголовка в Центральной Монголии

Ареал пёстрой круглоголовки расположен в пределах Монголии, на западе Китая, и в российской Туве, в южной её части. Есть неподтверждённые сведения о находках круглоголовки в Бурятии. Круглоголовки, обитающие на востоке Казахстана в Зайсанской и Алакольской котловинах сейчас относятся к виду Ph. melanurus, а форма из верхнего течения Или (бывшая Ph. v. paraskiwi) — к виду Ph. alpherakii из комплекса круглоголовок-вертихвосток («Ph. guttatus»), то есть отнесение данной формы к пёстрым круглоголовкам было ошибочно.
В Монголии и Китае обычный вид. Пёстрая круглоголовка Кулагина (Phrynocephalus versicolor kulagini) с территории Тувы входит в «Аннотированный перечень таксонов и популяций, нуждающихся в особом внимании к их состоянию в природной среде» (приложение к Красной книге Российской Федерации, 2001)
Российский дипломат Егор Тимковский в 1821 году так описывал круглоголовок на пограничьи Внутренней и Внешней Монголии:
В сих местах великое множество ящериц; они менее наших, цветом желтоваты и под передними лапками имеют красные полоски.

## Подвиды
P. v. hispidus

P. v. doriai

P. v. kulagini

P. v. versicolor